# Natasha Harding
Natasha Harding (Caerphilly, 2 marzo 1989) è un'ex calciatrice gallese, di ruolo centrocampista. In carriera ha giocato per 12 stagioni consecutive nella Women's Super League, massima serie del campionato inglese, e ha giocato 103 partite con la maglia della nazionale gallese. Ha vinto il premio come migliore calciatrice gallese dell'anno nel 2016.

## Carriera

### Club

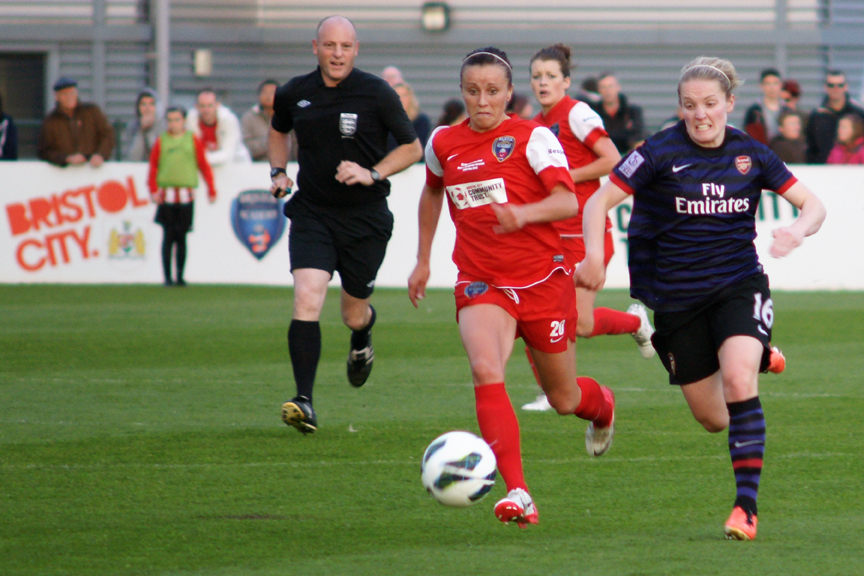
Harding in azione con la maglia del Bristol Academy nel 2013.

Harding iniziò la propria carriera nel 2007 al Cardiff City, società gallese partecipante al campionato nazionale inglese, facendo il suo debutto in squadra nel gennaio 2007 in una partita valida per i quarti di finale della Coppa del Galles. Rimase al Cardiff City per cinque anni, dal 2007 al 2012, giocando sia in National Division che in Southern Division, rispettivamente l'allora primo e secondo livello del campionato inglese, e vincendo la coppa nazionale per cinque volte. Al Cardiff City le venne anche assegnato il ruolo di capitano e giocò in UEFA Women's Champions League.
Nel 2012 si trasferì al Bristol Academy, partecipante alla FA Women's Super League. Nei due anni passati a Bristol, tornò a giocare in UEFA Women's Champions League, realizzando una doppietta nell'andata dei sedicesimi di finale contro le irlandesi del Raheny United. A fine novembre 2014 firmò per il trasferimento negli Stati Uniti per giocare al Washington Spirit, iscritto alla NWSL, la massima serie professionistica statunitense. Il trasferimento, però, non si concretizzò perché ad Harding venne rifiutato il visto per andare a giocare negli Stati Uniti. Di conseguenza, firmò un contratto col Manchester City, continuando a giocare nella FA Women's Super League.
Dopo una sola stagione al City, nel gennaio 2016, visto anche l'arrivo in squadra di Kosovare Asllani, lasciò il City e si trasferì al Liverpool. Dopo aver speso due stagioni consecutive con le Reds, a fine 2017 rifiutò il rinnovo di contratto. A gennaio 2018 trovò un accordo col Reading, continuando, così, a giocare nella FA Women's Super League. Harding giocò per il Reading per quattro stagioni e mezzo, durante le quali la squadra ottenne le migliori prestazioni con un quarto e due quinti posti in classifica. In vista della stagione 2019-20, col ritiro dal calcio di Kirsty Pearce, la fascia di capitano del Reading passò ad Harding.
Al termine della stagione 2021-22, Harding lasciò il Reading, col quale aveva giocato complessivamente in campionato 84 partite e segnato 4 reti. Nel luglio successivo firmò un contratto con l'Aston Villa. Nella stagione 2022-23 disputò, però, poche partite perché subì la rottura del tendine, che le fece saltare più di metà stagione. Decise di ritirarsi dal calcio giocato nel mese di settembre 2023.

### Nazionale

Harding durante un allenamento in nazionale nel 2020.

Harding fece parte della nazionale Under-19 del Galles che partecipò alle qualificazioni al campionato europeo di categoria nel 2008, realizzando anche una rete. Sempre nel 2008 fece il suo debutto con la nazionale maggiore, sostituendo Nicola Cousins nei minuti finali della partita persa 2-0 contro la Svizzera e valida per le qualificazioni al campionato europeo 2009. Segnò la sua prima rete in nazionale il 20 giugno 2012 nella vittoria per 5-0 su Israele, partita valida per le qualificazioni al campionato europeo 2013 e durante la quale realizzò una tripletta.
Nel 2011, in qualità di studente dell'università metropolitana di Cardiff, venne inserita nella squadra di calcio femminile della Gran Bretagna, che partecipò alla XXVI Universiade.
Nel 2016 le venne assegnato il premio di miglior calciatrice gallese dell'anno. Con la nazionale gallese prese parte alle fasi di qualificazione di varie edizioni sia del campionato mondiale sia del campionato europeo, ai quali il Galles non riuscì a qualificarsi. Giocò anche in Cyprus Cup, un torneo a invito, dove il Galles ottenne due sesti posti nelle edizioni 2016 e 2017 come migliori prestazioni.
Il 12 aprile 2022 Harding giocò la sua centesima partita con la maglia della nazionale gallese, segnando anche una delle tre reti nella vittoria per 3-0 contro il Kazakistan, partita valida per le qualificazioni al campionato mondiale 2023. Al momento del ritiro aveva collezionato 103 presenze e 26 reti in nazionale, diventando l'ottava calciatrice gallese a superare la soglia delle 100 presenze in nazionale.

## Palmarès

### Club
- Coppa del Galles: 5

Cardiff City: 2007, 2008, 2009, 2010, 2012

### Individuale
- Calciatrice gallese dell'anno: 1

2016